# 水鹨
水鹨（学名：Anthus spinoletta）又称冰鸡儿，为鶺鸰科鹨属的小型鸟类。繁殖於南歐和古北界的山區，向東延伸至中國。它屬於短途遷徙的候鳥；許多鳥類會在冬季遷移到較低的海拔或濕潤的開闊低地。
繁殖期的水鷚上部為灰褐色，帶有較淺的深褐色條紋，下部為淡粉褐色，腹部下方逐漸變為白色。頭部為灰色，帶有明顯的白色眉紋，外側尾羽為白色。冬季時，頭部呈灰褐色，眉紋變得不太明顯，上半身條紋更明顯，下半身為白色，胸部和側腹部有淡淡的棕色條紋。三個亞種之間的差異很小，雌雄幾乎相同，幼鳥與成鳥相似。水鷚的叫聲通常由棲息處或飛行中發出，歌聲由四到五個部分組成，每部分大約重複六次不同的短音符。
水鷚在地面植被下或懸崖縫隙中築杯狀巢，每次產下四到六顆斑點灰白色的卵，約兩週後孵化，接著再過14到15天幼鳥離巢。雖然鷚類偶爾會在飛行中捕捉昆蟲，但牠們主要在地面或植被上覓食小型無脊椎動物，也會攝取一些植物材料。
水鷚可能會被猛禽捕食，受到跳蚤等寄生蟲感染，或成為大杜鵑的巢寄生宿主，但整體上其種群數量龐大且穩定，因此國際自然保護聯盟（IUCN）將其評估為無危物種。

## 分類與系統學
鶺鴒科包括鶺鴒、鷚和長爪鶺鴒。其中最大的類群是鷚類，屬於鷚屬（Anthus），通常為棕色羽毛的地棲食蟲動物。它們的相似外觀導致了一些分類問題；水鷚和黃腹鷚曾被認為是歐洲岩鷚的亞種。其中，根據外部特徵和分子特徵，岩鷚與水鷚的關係更為密切。其他近親包括草地鷚、赤喉鷚和粉紅胸鷚。
水鷚首次由卡爾·林奈於1758年在其《自然系統》第十版中描述，命名為Alauda spinoletta（特徵為尾羽褐色，外側兩根羽毛斜半白色）。 現今的屬名Anthus由德國博物學家約翰·馬托伊斯·貝希斯坦於1805年創立，專為鷚類。 Anthus這個名稱在拉丁語中代表草原上的小鳥，而種名spinoletta則源自義大利佛羅倫斯地區的一種當地方言，意指鷚。
水鷚有三個公認的亞種：  

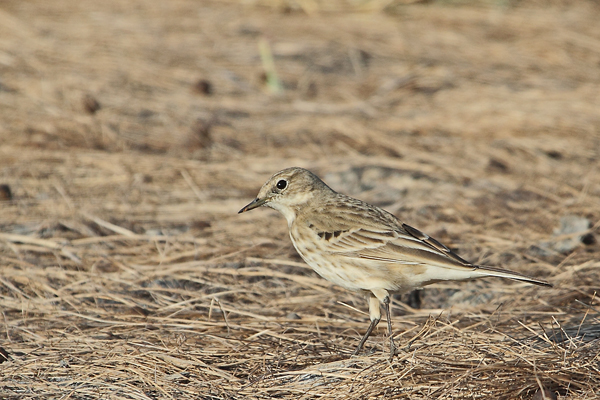
Anthus spinoletta blakistoni 在塔爾查帕爾保護區過冬

- Anthus spinoletta spinoletta（林奈, 1758），[a]命名亞種，繁殖於南歐山區，從比利牛斯山脈向東延伸至土耳其西北部，並在撒丁島和科西嘉島繁殖。[10]
- 水鹨新疆亚种 Anthus spinoletta coutellii，奧杜安，1828年，繁殖於土耳其其他山區、高加索、伊朗北部和土庫曼斯坦。[6] 在中國分布於台湾岛、新疆、青海、甘肃、辽宁、河北、河南、山东、山西、陕西、四川、云南、湖北、安徽、江苏、福建等地。该物种的模式产地在埃及。[11]
- Anthus spinoletta blakistoni, ，斯文豪，1863年，繁殖於從俄羅斯南部到中國中部的亞洲山區。[6]

高加索西北部可能存在一個第四個亞種Anthus spinoletta caucasicus，但無法可靠地與A.s. coutellii區分開來。根據基因數據、外觀特徵以及特有的飛行叫聲，後者本身可能是一個潛在的新物種。

## 描述
水鷚體長15—17（5.9—6.7英寸），體重18.7—23克（0.66—0.81盎司）。春季羽毛的命名亞種成鳥上半身呈灰褐色，帶有淺淡的深褐色條紋，下半身為淡粉褐色，腹部下方漸變為白色。胸部和側腹可能有些微的條紋。頭部為灰色，帶有寬闊的白色眉紋。外側尾羽為白色，腿、喙和虹膜為深棕色或黑色。非繁殖羽期間，頭部為灰褐色，眉紋較不明顯。上半身條紋更加明顯，下半身為白色，胸部和側腹有淡淡的棕色條紋。
雌雄外觀相似，但雌鳥的頭部通常略帶灰色。幼鳥與非繁殖期成鳥相似，但上半身顏色較褐且條紋較多，下半身條紋也較明顯。A. s. coutellii比命名亞種體型較小，外側尾羽的白色帶有一點灰色。它的上半身較淡，條紋較多，夏季羽毛時下半身顏色覆蓋面積較大，帶有一些鐵銹色調。A. s. blakistoni體型較大，顏色較淡，條紋較少。

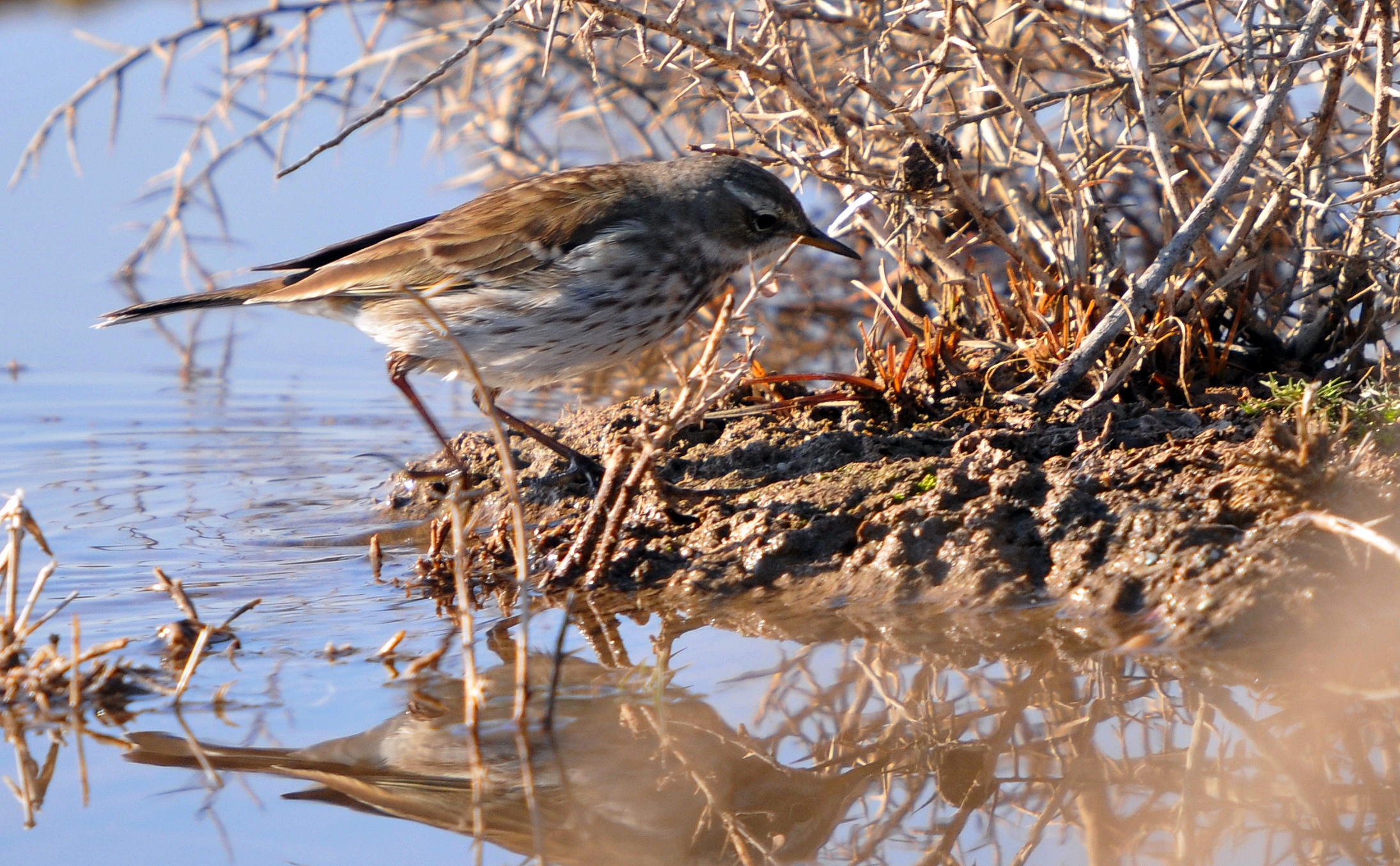
頭部有明顯的標記

水鷚在7月至9月間進行全面換羽，但具體時間存在個體差異。在繁殖季節前，通常在1月至3月之間進行部分換羽，但時間上有很大差異。這次換羽通常涉及更換頭部、身體和部分翅膀羽毛，但換羽的範圍不盡相同。很少數情況下，雌鳥可能會換成類似非繁殖羽的顏色，而不是預期的更亮麗的羽毛。雛鳥在孵化後一個月內開始長出幼鳥羽毛，大多數到9月時已接近成鳥的外觀。首次繁殖前的換羽類似於成鳥，但可能不太完整，甚至可能沒有換羽。
水鷚與歐亞岩鷚和草地鷚關係密切，且外觀非常相似。與草地鷚相比，水鷚的翼和尾巴更長，下半身顏色更淡，腿為深色，而非粉紅色。冬季羽毛的水鷚也可能與歐亞岩鷚混淆，但水鷚具有明顯的眉紋、較灰的上半身，且外側尾羽為白色而非灰色；此外，水鷚通常更加警覺。歐洲岩鷚和水鷚的繁殖季節棲地完全不同，即使在非繁殖期也很少有棲地重疊。雖然自1960年以來，在一些共存區域發現兩者有重疊的領地，但與草地鷚的混居情況較少。
歐洲岩鷚的亞種Anthus petrosus littoralis在夏季羽毛時與水鷚外觀尤為相近。岩鷚的頭部通常帶有藍色調，胸部和側腹有條紋，外側尾羽呈黃褐色，且其歌聲也不同。即使在同一區域內，它們主要佔據不同的棲地類型。

### 聲音
水鷚的歌聲通常從棲息處或飛行中發出，由四到五組聲音組成，每組聲音由約六次不同的短音符重複構成。相比之下，歐洲岩鷚的歌聲由約二十個清脆的cheepa音符組成，接著是一串升高的gee音符，最後以短促的顫音結束。水鷚的叫聲是單音或雙音的尖銳「dzip」音，略比草地鷚柔和的sip sip sip或歐洲岩鷚刺耳的pseep更為刺耳。水鷚的短促、細微fist飛行叫聲介於草地鷚的sip和岩鷚的feest之間。不同鷚類的叫聲差異非常細微，沒有其他證據的情況下並不足以作為診斷依據。亞種A. s. coutellii的飛行叫聲比命名亞種更短且更具嗡嗡聲特徵。

## 分佈與棲地

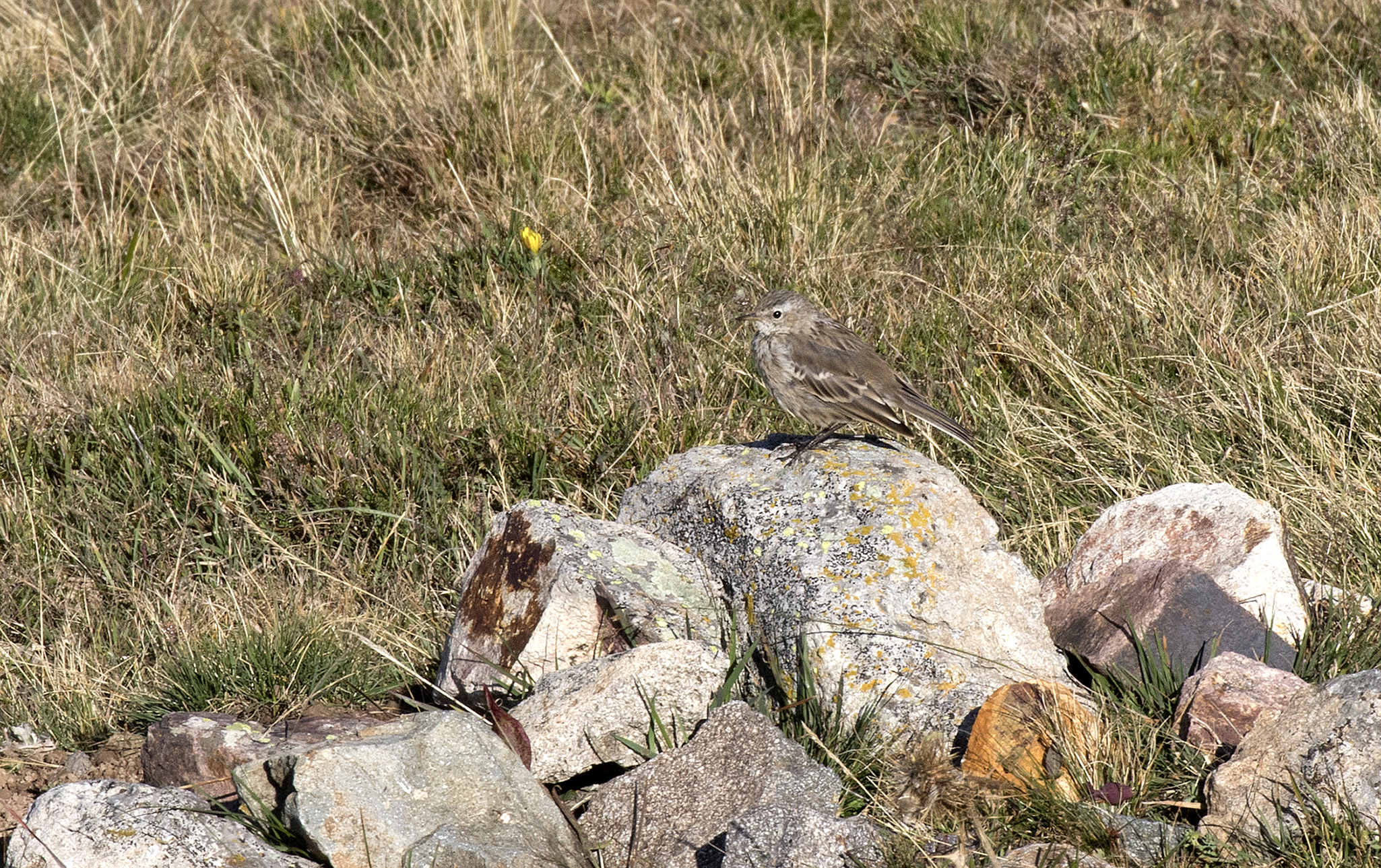
典型的繁殖棲息地

水鷚的繁殖範圍包括從西班牙到中國中部的南歐和亞洲山區，還有地中海的撒丁島和科西嘉島。 包括格陵兰、美洲、欧洲、亚洲、南至地中海地区、小亚细亚、前苏联、伊朗、土耳其、越冬多在欧亚南部、中南半岛、北美洲南部、日本、台湾岛，包括中国大陆的西自新疆、东至东北、北自新疆、内蒙古、南至云南、海南。
水鷚主要在繁殖季節棲息於山區，通常出現在阿爾卑斯游牧的高山牧場和短草覆蓋的高地草甸，並伴有一些灌木或岩石。它通常靠近潮濕區域，常常位於坡地上。水鷚在海拔615—3,200（2,020—10,500英尺）至1,400—2,500（4,600—8,200英尺）之間繁殖。秋季時，它會遷徙至低地，通常在沿海濕地、沼澤、稻田和類似的棲地過冬。儘管大多數鳥類會遷徙至低地過冬，有些鳥可能會留在高達2,000（6,600英尺）的高度。命名亞種A. s. spinoletta主要在西歐和南歐及西北非過冬；在西歐，有些鳥會忠於同一個過冬地點，每年都返回。 西班牙的鳥類似乎只是在繁殖的山區移動到較低的地區過冬。 A.s. coutellii在其繁殖地附近的低海拔區域過冬，還會遷徙至阿拉伯半島和東北非過冬。A.s. blakistoni則在巴基斯坦、西北印度和中國南部過冬。
水鷚從9月中旬開始離開繁殖地，東部亞種可能會稍早向南遷移。春季遷徙於2月和3月開始，4月和5月返回繁殖地。水鷚曾作為迷鳥在白俄羅斯、直布羅陀和拉脫維亞有過紀錄，並且曾在加那利群島、冰島、馬耳他和斯瓦爾巴群島等島嶼上被發現。

## 行為
與歐洲岩鷚相比，水鷚較難接近。它比近親警覺性更高，被接近時會飛遠一些再落地，而岩鷚通常只飛短距離，貼近地面飛行後落下。

### 繁殖

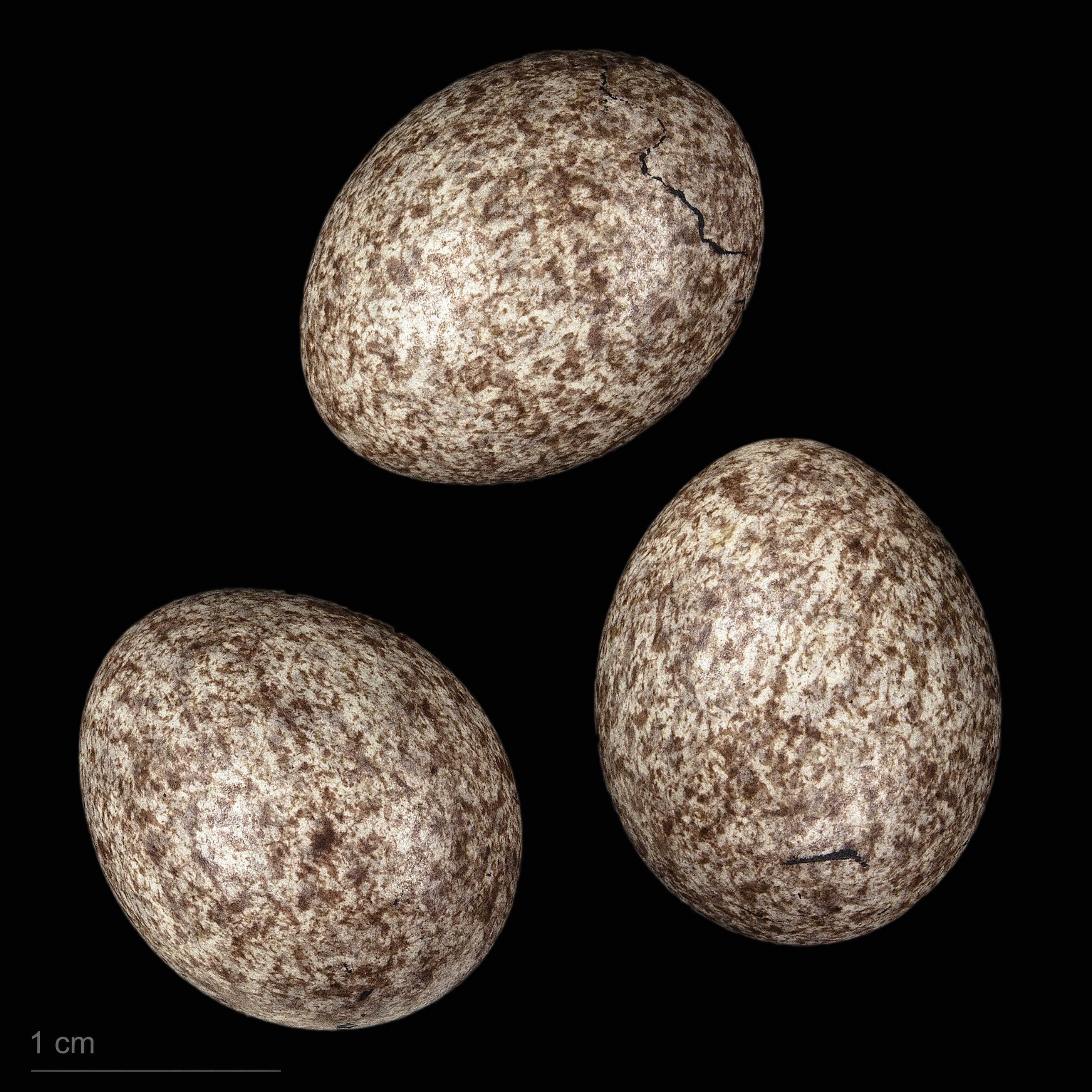
蛋 - 土魯斯博物館

水鷚主要是單配偶制，儘管兩性偶爾也會偏離這一模式。雄鳥會進行展示飛行，爬升至17.078m，然後在空中滑翔回落，並在整個過程中持續歌唱。雌鳥用草和葉子築巢，內襯較細的植物材料和動物毛髮。巢隱藏在地面上的植被中，有時位於窪地。通常每窩產四到六顆卵，產卵時間從4月底持續到7月初。 卵呈灰白色，帶有主要集中在寬端的深灰色或棕色斑點，卵的大小為21乘16（0.83乘0.63英寸），重量為2.7克（0.095盎司），其中5%為蛋殼。
卵由雌鳥孵化14至15天後孵出。最初由雄鳥餵養雛鳥，幾天後雙親共同負責餵養，幼鳥在14至15天後離巢。 每年可能會有兩窩雛鳥。
在瑞士對命名亞種的研究中，76%的卵成功孵化，58%的雛鳥順利離巢。生活在天山的A. s. blakistoni亞種的90%卵孵化成功，47%的巢中雛鳥存活至離巢。在後者的研究中，早期的巢更容易失敗，因為植被較少，掠食者更容易發現它們。 平均壽命和最高存活年齡尚不清楚。

### 覓食

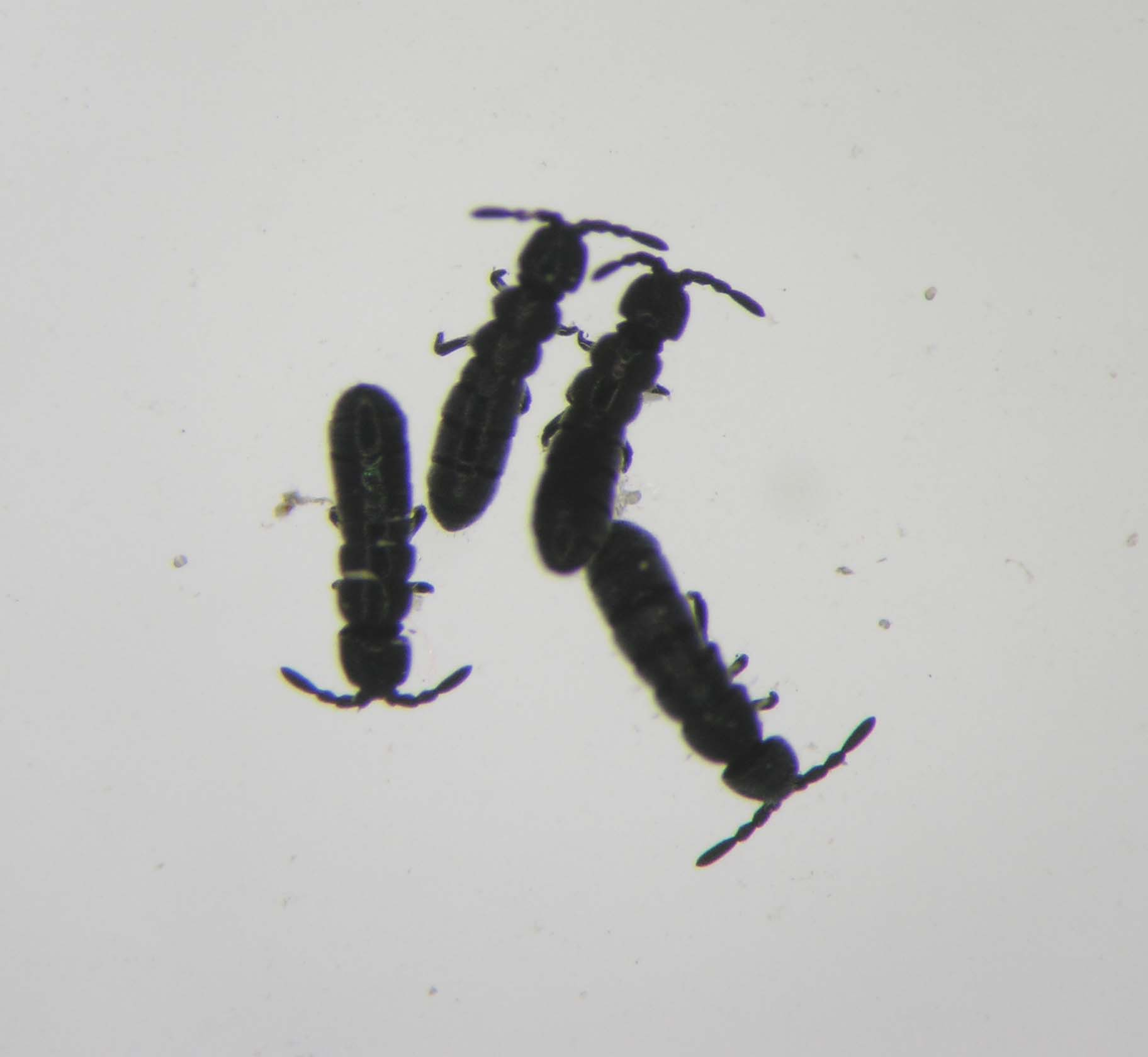
冰川跳蚤是在雪地上發現的獵物

水鷚的覓食棲地是潮濕的草地，而不是歐亞岩鷚偏好的岩石海岸。 水鷚主要捕食各種無脊椎動物，包括蟋蟀和蝗蟲、甲蟲、蝸牛、千足蟲和蜘蛛。啮虫目、真雙翅目、毛毛蟲和同翅目昆蟲常是雛鳥的重要食物來源。靠近雪原的鳥類會捕食專門適應此類環境的昆蟲，例如彈尾目的Isotoma saltans（冰川跳蚤）和I. nivalis，以及長翅目的Boreus izyemalis。
水鷚通常單獨或成對覓食；在惡劣天氣下，覓食更頻繁，飛行距離也更長，覓食範圍有時集中在旱獺洞口附近。捕獲的獵物平均長度為8.3（0.33英寸），主要在地面上行走捕獵，儘管有時也會在空中捕捉飛行中的昆蟲。 水鷚也會攝取一些植物材料。一項在捷克斯洛伐克與波蘭邊境的研究發現，水鷚的食物中75%是藻類，特別是環絲藻（Ulothrix zonata），儘管當時有大量的昆蟲可供選擇。
在酸性土壤區域，鈣的含量較低，這可能導致鳥蛋的蛋殼變薄。在這些地方，水鷚會比生活在石灰岩地區的鳥類更頻繁地選擇鈣質豐富的蝸牛等獵物。

## 捕食者與寄生蟲
水鷚的捕食者包括猛禽，如埃歐諾拉氏隼， 而蛋和幼鳥則可能被包括白鼬和蛇類在內的陸地掠食者捕食。 如同其他同屬的鳥類一樣，水鷚是大杜鵑的巢寄生宿主，專門寄生水鷚的杜鵑蛋與水鷚的蛋外觀相似。
水鷚是新發現的羽蟎物種Proctophyllodes schwerinensis的宿主， 也是跳蚤Ceratophyllus borealis和Dasypsyllus gallinulae的宿主。 和其他鶺鴒科鳥類一樣，水鷚也是原生動物寄生蟲Haemoproteus anthi的宿主。

## 狀態
水鷚在歐洲的繁殖種群估計數量差異很大，但可能高達兩百萬對，這意味著全球種群數量可能達數千萬隻，分布範圍為3.7 million平方（1.4 million平方英里）。 由於水鷚棲息於山區，其分布範圍不連續， 但整體上種群數量龐大且穩定，因此國際自然保護聯盟（IUCN）將其評估為無危物種。
在侏羅山脈，繁殖密度（每十公頃的繁殖對數量）為2.4對，在阿爾卑斯山為3.0–3.6對，在波蘭的塔特拉山為4.5對。